# Thiocyansäureethylester
Thiocyansäureethylester ist eine chemische Verbindung aus der Gruppe der Thiocyanate. Sie ist isomer zu Ethylisothiocyanat.

## Gewinnung und Darstellung
Thiocyansäureethylester kann durch Reaktion von Ethylsulfenylchlorid  mit Natriumcyanid gewonnen werden.

## Eigenschaften
Thiocyansäureethylester ist eine farblose entzündbare Flüssigkeit mit unangenehmem Geruch, die praktisch unlöslich in Wasser ist.

## Verwendung
Thiocyansäureethylester wird in der Synthese von Cyanwasserstoff verwendet, wobei es mit Dithiothreitol reduziert wird. Es wird auch als Insektizid verwendet.

## Sicherheitshinweise
Die Dämpfe von Thiocyansäureethylester können mit Luft ein explosionsfähiges Gemisch (Flammpunkt 42 °C) bilden.

## Externe Links zu erwähnten Verbindungen
1. ↑  Externe Identifikatoren von bzw. Datenbank-Links zu Ethylsulfenylchlorid:  CAS-Nr.: 1496-75-9, PubChem: 12275523, Wikidata: Q82321112.